# Aulum-Haderup Kommune
| Strukturdaten       | Strukturdaten   |
| ------------------- | --------------- |
| Sitz der Verwaltung | Aulum           |
| Fläche              | 247,28 km²      |
| Einwohner           | 6.757 (2006)    |
| Kommune seit 2007   | Herning Kommune |

Aulum-Haderup Kommune war bis Dezember 2006 eine dänische Kommune im damaligen Ringkjøbing Amt in Jütland. Seit Januar 2007 ist sie zusammen mit der “alten” Herning Kommune, der Trehøje Kommune und der Aaskov Kommune Teil der neuen Herning Kommune.
Aulum-Haderup Kommune entstand im Zuge der Verwaltungsreform von 1970 und umfasste folgende Sogn:
- Aulum Sogn
- Grove Sogn
- Haderup Sogn
- Hodsager Sogn